# Coupe du monde de football des moins de 17 ans 1997
Navigation
Équateur 1995 Nouvelle-Zélande 1999
La Coupe du monde de football des moins de 17 ans 1997 est la septième édition de la coupe du monde de football des moins de 17 ans. La phase finale se déroule en Égypte du 4 au 21 septembre 1997. Seuls les joueurs nés après le 1er janvier 1980 peuvent participer au tournoi. C'est le premier tournoi organisé en Afrique.
Le Brésil obtient enfin la consécration mondiale dans cette catégorie d'âge, en prenant sa revanche face au Ghana dans un remake de la finale de 1995, cette fois-ci remportée par les jeunes auriverde 2 buts à 1. Les équipes européennes font bonne figure et complètent le dernier carré grâce aux bons parcours de l'Allemagne et surtout de l'Espagne qui rafle les deux récompenses individuelles : meilleur buteur avec David Rodriguez-Fraile et ses 7 buts marqués et Sergio Santamaría, désigné meilleur joueur du tournoi.
Les grands absents de ce tournoi mondial sont le Nigéria, double champion du monde de la catégorie et l'Australie, jusqu'à présent toujours qualifiée par le biais du championnat d'Océanie et qui laisse cette fois la place à la Nouvelle-Zélande. Oman confirme son beau parcours réalisé en 1995 en passant une fois encore le premier tour, battu en quarts de finale par le Ghana.

## Qualification
Les 16 équipes qualifiées pour le tournoi :
- Afrique (CAF) : Coupe d'Afrique des nations des moins de 17 ans 1997
  -  Égypte - Vainqueur (qualifié d'office en tant que pays organisateur)
  -  Mali - Finaliste
  -  Ghana - Troisième
- Asie (AFC) : Coupe d'Asie des nations de football des moins de 16 ans 1996
  -  Oman - Vainqueur
  -  Thaïlande - Finaliste
  -  Bahreïn - Troisième
- Amérique du Nord et centrale (CONCACAF) : Championnat d'Amérique du Nord, centrale et Caraïbe de football des moins de 17 ans 1994
  -  Mexique - Vainqueur
  -  États-Unis - Finaliste
  -  Costa Rica - Troisième
- Amérique du Sud (CONMEBOL) : Championnat des moins de 17 ans de la CONMEBOL 1997
  -  Brésil - Vainqueur
  -  Argentine - Finaliste
  -  Chili - Troisième
- Europe (UEFA) : Championnat d'Europe de football des moins de 17 ans 1997
  -  Espagne - Vainqueur
  -  Autriche - Finaliste
  -  Allemagne - Troisième
- Océanie (OFC) : Tournoi qualificatif de l'OFC des moins de 17 ans 1997
  -  Nouvelle-Zélande - Vainqueur

## Phase finale

### Premier tour

#### Groupe A
| Classement final : |           |     |   |   |   |   |    |    |      |
|                    | Équipe    | Pts | J | G | N | P | BP | BC | Diff |
| 1                  | Allemagne | 7   | 3 | 2 | 1 | 0 | 5  | 1  | +4   |
| 2                  | Égypte    | 5   | 3 | 1 | 2 | 0 | 5  | 4  | +1   |
| 3                  | Chili     | 4   | 3 | 1 | 1 | 1 | 7  | 4  | +3   |
| 4                  | Thaïlande | 0   | 3 | 0 | 0 | 3 | 4  | 12 | -8   |

| 4 septembre  | Égypte    | 3 | 2 | Thaïlande |
| 5 septembre  | Allemagne | 1 | 0 | Chili     |
| 7 septembre  | Égypte    | 1 | 1 | Chili     |
|              | Allemagne | 3 | 0 | Thaïlande |
| 10 septembre | Allemagne | 1 | 1 | Égypte    |
|              | Chili     | 6 | 2 | Thaïlande |

1re journée
| 4 septembre 1997 | Égypte                     | 3 - 2 | Thaïlande                   | Stade International du Caire, Le Caire            |                                                   |
| 20:30            | Belal 16e, 46e · Arabi 65e |       | Tongdee 30e · Suksomkit 67e | Spectateurs : 70 000 Arbitrage : Horacio Elizondo | Spectateurs : 70 000 Arbitrage : Horacio Elizondo |
| 20:30            | (Rapport)                  |       |                             | Spectateurs : 70 000 Arbitrage : Horacio Elizondo | Spectateurs : 70 000 Arbitrage : Horacio Elizondo |

| 5 septembre 1997 | Allemagne | 1 - 0 | Chili | Stade International du Caire, Le Caire      |                                             |
| 20:30            | Adzic 81e |       |       | Spectateurs : 10 000 Arbitrage : Ian McLeod | Spectateurs : 10 000 Arbitrage : Ian McLeod |
| 20:30            | (Rapport) |       |       | Spectateurs : 10 000 Arbitrage : Ian McLeod | Spectateurs : 10 000 Arbitrage : Ian McLeod |

2e journée
| 7 septembre 1997 | Égypte    | 1 - 1 | Chili          | Stade International du Caire, Le Caire                  |                                                         |
| 18:15            | Abou 37e  |       | Villalobos 69e | Spectateurs : 75 000 Arbitrage : Gilberto Alcalá Pineda | Spectateurs : 75 000 Arbitrage : Gilberto Alcalá Pineda |
| 18:15            | (Rapport) |       |                | Spectateurs : 75 000 Arbitrage : Gilberto Alcalá Pineda | Spectateurs : 75 000 Arbitrage : Gilberto Alcalá Pineda |

| 7 septembre 1997 | Allemagne                            | 3 - 0 | Thaïlande | Stade International du Caire, Le Caire               |                                                      |
| 20:30            | Deisler 27e · Kehl 63e · Hofmann 84e |       |           | Spectateurs : 40 000 Arbitrage : Victorino Rodriguez | Spectateurs : 40 000 Arbitrage : Victorino Rodriguez |
| 20:30            | (Rapport)                            |       |           | Spectateurs : 40 000 Arbitrage : Victorino Rodriguez | Spectateurs : 40 000 Arbitrage : Victorino Rodriguez |

3e journée
| 10 septembre 1997 | Allemagne | 1 - 1 | Égypte  | Stade International du Caire, Le Caire                    |                                                           |
| 20:30             | Auer 76e  |       | Ezz 66e | Spectateurs : 80 000 Arbitrage : Wilson de Souza Mendonça | Spectateurs : 80 000 Arbitrage : Wilson de Souza Mendonça |
| 20:30             | (Rapport) |       |         | Spectateurs : 80 000 Arbitrage : Wilson de Souza Mendonça | Spectateurs : 80 000 Arbitrage : Wilson de Souza Mendonça |

| 10 septembre 1997 | Chili                                                                              | 6 - 2 | Thaïlande                    | Stade d'Ismaïlia, Ismaïlia                   |                                              |
| 20:30             | Viveros 41e, 62e · Maldonado 52e (pen.) · Mirosevic 67e · Alvarez 83e · Zuniga 89e |       | Matong 45+2e · Suksomkit 82e | Spectateurs : 2 500 Arbitrage : Jacek Granat | Spectateurs : 2 500 Arbitrage : Jacek Granat |
| 20:30             | (Rapport)                                                                          |       |                              | Spectateurs : 2 500 Arbitrage : Jacek Granat | Spectateurs : 2 500 Arbitrage : Jacek Granat |

#### Groupe B
| Classement final : |                  |     |   |   |   |   |    |    |      |
|                    | Équipe           | Pts | J | G | N | P | BP | BC | Diff |
| 1                  | Espagne          | 9   | 3 | 3 | 0 | 0 | 17 | 2  | +15  |
| 2                  | Mali             | 6   | 3 | 2 | 0 | 1 | 7  | 2  | +5   |
| 3                  | Mexique          | 3   | 3 | 1 | 0 | 2 | 8  | 6  | +2   |
| 4                  | Nouvelle-Zélande | 0   | 3 | 0 | 0 | 3 | 0  | 22 | -22  |

| 6 septembre  | Mali    | 4  | 0 | Nouvelle-Zélande |
|              | Espagne | 3  | 2 | Mexique          |
| 8 septembre  | Espagne | 1  | 0 | Mali             |
|              | Mexique | 5  | 0 | Nouvelle-Zélande |
| 11 septembre | Espagne | 13 | 0 | Nouvelle-Zélande |
|              | Mali    | 3  | 1 | Mexique          |

1re journée
| 6 septembre 1997 | Mali                                     | 4 - 0 | Nouvelle-Zélande | Stade d'Ismaïlia, Ismaïlia                   |                                              |
| 18:15            | Guindo 33e · Diarra 64e · Keita 70e, 88e |       |                  | Spectateurs : 9 000 Arbitrage : Jacek Granat | Spectateurs : 9 000 Arbitrage : Jacek Granat |
| 18:15            | (Rapport)                                |       |                  | Spectateurs : 9 000 Arbitrage : Jacek Granat | Spectateurs : 9 000 Arbitrage : Jacek Granat |

| 6 septembre 1997 | Espagne                                      | 3 - 2 | Mexique                   | Stade d'Ismaïlia, Ismaïlia                                |                                                           |
| 20:30            | David Rodriguez 14e, 84e (pen.) · Mateos 31e |       | Arce 66e · Santibanez 66e | Spectateurs : 12 000 Arbitrage : Wilson de Souza Mendonça | Spectateurs : 12 000 Arbitrage : Wilson de Souza Mendonça |
| 20:30            | (Rapport)                                    |       |                           | Spectateurs : 12 000 Arbitrage : Wilson de Souza Mendonça | Spectateurs : 12 000 Arbitrage : Wilson de Souza Mendonça |

2e journée
| 8 septembre 1997 | Espagne             | 1 - 0 | Mali | Stade d'Ismaïlia, Ismaïlia                       |                                                  |
| 18:15            | David Rodriguez 85e |       |      | Spectateurs : 6 000 Arbitrage : Horacio Elizondo | Spectateurs : 6 000 Arbitrage : Horacio Elizondo |
| 18:15            | (Rapport)           |       |      | Spectateurs : 6 000 Arbitrage : Horacio Elizondo | Spectateurs : 6 000 Arbitrage : Horacio Elizondo |

| 8 septembre 1997 | Mexique                                                      | 5 - 0 | Nouvelle-Zélande | Stade d'Ismaïlia, Ismaïlia                             |                                                        |
| 20:30            | Martínez 12e · Salcedo 32e · Gomez 41e, 47e · Santibanez 85e |       |                  | Spectateurs : 75 000 Arbitrage : Abdul Aziz Al-Dokhail | Spectateurs : 75 000 Arbitrage : Abdul Aziz Al-Dokhail |
| 20:30            | (Rapport)                                                    |       |                  | Spectateurs : 75 000 Arbitrage : Abdul Aziz Al-Dokhail | Spectateurs : 75 000 Arbitrage : Abdul Aziz Al-Dokhail |

3e journée
| 11 septembre 1997 | Espagne | 13 - 0 | Nouvelle-Zélande | Stade d'Ismaïlia, Ismaïlia                                    |                                                               |
| 20:30             | Sanchez 23e, 29e · Mateos 28e, 64e · Sergio 36e (pen.) · David Rodriguez 43e, 45+3e, 47e, 49e · Royo 62e · Ander 71e · Corona 87e · Lopez 90+1e |        |                  | Spectateurs : 5 000 Arbitrage : Abdulhamid Redwan Abdulkareem | Spectateurs : 5 000 Arbitrage : Abdulhamid Redwan Abdulkareem |
| 20:30             | (Rapport) |        |                  | Spectateurs : 5 000 Arbitrage : Abdulhamid Redwan Abdulkareem | Spectateurs : 5 000 Arbitrage : Abdulhamid Redwan Abdulkareem |

| 11 septembre 1997 | Mali                           | 3 - 1 | Mexique   | Stade International du Caire, Le Caire       |                                              |
| 20:30             | Coulibaly 40e · Keita 54e, 85e |       | Perez 64e | Spectateurs : 8 000 Arbitrage : Lubos Michel | Spectateurs : 8 000 Arbitrage : Lubos Michel |
| 20:30             | (Rapport)                      |       |           | Spectateurs : 8 000 Arbitrage : Lubos Michel | Spectateurs : 8 000 Arbitrage : Lubos Michel |

#### Groupe C
| Classement final : |            |     |   |   |   |   |    |    |      |
|                    | Équipe     | Pts | J | G | N | P | BP | BC | Diff |
| 1                  | Brésil     | 9   | 3 | 3 | 0 | 0 | 13 | 1  | +12  |
| 2                  | Oman       | 6   | 3 | 2 | 0 | 1 | 8  | 4  | +4   |
| 3                  | États-Unis | 3   | 3 | 1 | 0 | 2 | 4  | 7  | -3   |
| 4                  | Autriche   | 0   | 3 | 0 | 0 | 3 | 1  | 14 | -13  |

| 6 septembre  | Oman       | 4 | 0 | États-Unis |
|              | Brésil     | 7 | 0 | Autriche   |
| 8 septembre  | Brésil     | 3 | 0 | États-Unis |
|              | Oman       | 3 | 1 | Autriche   |
| 11 septembre | Brésil     | 3 | 1 | Oman       |
|              | États-Unis | 4 | 0 | Autriche   |

1re journée
| 6 septembre 1997 | Oman                                            | 4 - 0 | États-Unis | Stade d'Alexandrie, Alexandrie                        |                                                       |
| 13:45            | Al-Harbi 15e · Al-Mukhaini 39e · Saleh 46e, 52e |       |            | Spectateurs : 20 000 Arbitrage : Mario Sánchez Yantén | Spectateurs : 20 000 Arbitrage : Mario Sánchez Yantén |
| 13:45            | (Rapport)                                       |       |            | Spectateurs : 20 000 Arbitrage : Mario Sánchez Yantén | Spectateurs : 20 000 Arbitrage : Mario Sánchez Yantén |

| 6 septembre 1997 | Brésil | 7 - 0 | Autriche | Stade d'Alexandrie, Alexandrie                                 |                                                                |
| 16:00            | Diogo 8e · Fabio Pinto 13e · Geovani 16e · Ferrugem 38e · Matuzalém 44e · Ronaldinho 75e (pen.) · Anailson 85e (pen.) |       |          | Spectateurs : 20 000 Arbitrage : Abdulhamid Redwan Abdulkareem | Spectateurs : 20 000 Arbitrage : Abdulhamid Redwan Abdulkareem |
| 16:00            | (Rapport) |       |          | Spectateurs : 20 000 Arbitrage : Abdulhamid Redwan Abdulkareem | Spectateurs : 20 000 Arbitrage : Abdulhamid Redwan Abdulkareem |

2e journée
| 8 septembre 1997 | Brésil                                   | 3 - 0 | États-Unis | Stade d'Alexandrie, Alexandrie                |                                               |
| 13:45            | Jorginho 66e · Adiel 85e · Matuzalem 90e |       |            | Spectateurs : 19 000 Arbitrage : René Temmink | Spectateurs : 19 000 Arbitrage : René Temmink |
| 13:45            | (Rapport)                                |       |            | Spectateurs : 19 000 Arbitrage : René Temmink | Spectateurs : 19 000 Arbitrage : René Temmink |

| 8 septembre 1997 | Oman                           | 3 - 1 | Autriche      | Stade d'Alexandrie, Alexandrie                   |                                                  |
| 16:00            | Nairooz 18e · Saleh 45+1e, 69e |       | Ziervogel 74e | Spectateurs : 19 000 Arbitrage : Eugene Brazzale | Spectateurs : 19 000 Arbitrage : Eugene Brazzale |
| 16:00            | (Rapport)                      |       |               | Spectateurs : 19 000 Arbitrage : Eugene Brazzale | Spectateurs : 19 000 Arbitrage : Eugene Brazzale |

3e journée
| 11 septembre 1997 | Brésil                                       | 3 - 1 | Oman      | Stade d'Alexandrie, Alexandrie                          |                                                         |
| 16:00             | Jorginho 50e · Fabio Pinto 66e · Geovani 84e |       | Saleh 53e | Spectateurs : 20 000 Arbitrage : Gilberto Alcalá Pineda | Spectateurs : 20 000 Arbitrage : Gilberto Alcalá Pineda |
| 16:00             | (Rapport)                                    |       |           | Spectateurs : 20 000 Arbitrage : Gilberto Alcalá Pineda | Spectateurs : 20 000 Arbitrage : Gilberto Alcalá Pineda |

| 10 septembre 1997 | États-Unis                                 | 4 - 0 | Autriche | Stade de Port-Saïd, Port-Saïd                           |                                                         |
| 16:00             | Rupsis 6e · Twellman 56e, 67e · Totten 82e |       |          | Spectateurs : 4 000 Arbitrage : Mamadouba Engage Camara | Spectateurs : 4 000 Arbitrage : Mamadouba Engage Camara |
| 16:00             | (Rapport)                                  |       |          | Spectateurs : 4 000 Arbitrage : Mamadouba Engage Camara | Spectateurs : 4 000 Arbitrage : Mamadouba Engage Camara |

#### Groupe D
| Classement final : |            |     |   |   |   |   |    |    |      |
|                    | Équipe     | Pts | J | G | N | P | BP | BC | Diff |
| 1                  | Ghana      | 7   | 3 | 2 | 1 | 0 | 7  | 1  | +6   |
| 2                  | Argentine  | 7   | 3 | 2 | 1 | 0 | 3  | 0  | +3   |
| 3                  | Bahreïn    | 3   | 3 | 1 | 0 | 2 | 4  | 8  | -4   |
| 4                  | Costa Rica | 0   | 3 | 0 | 0 | 3 | 1  | 6  | -5   |

| 5 septembre  | Ghana     | 0 | 0 | Argentine  |
|              | Bahreïn   | 3 | 1 | Costa Rica |
| 7 septembre  | Ghana     | 5 | 1 | Bahreïn    |
|              | Argentine | 1 | 0 | Costa Rica |
| 10 septembre | Argentine | 2 | 0 | Bahreïn    |
|              | Ghana     | 2 | 0 | Costa Rica |

1re journée
| 5 septembre 1997 | Ghana     | 0 - 0 | Argentine | Stade de Port-Saïd, Port-Saïd           |                                         |
| 13:45            |           |       |           | Spectateurs : 30 000 Arbitrage : Jun Lu | Spectateurs : 30 000 Arbitrage : Jun Lu |
| 13:45            | (Rapport) |       |           | Spectateurs : 30 000 Arbitrage : Jun Lu | Spectateurs : 30 000 Arbitrage : Jun Lu |

| 5 septembre 1997 | Bahreïn                                         | 3 - 1 | Costa Rica   | Stade de Port-Saïd, Port-Saïd                            |                                                          |
| 16:00            | Abdul Rahman 64e (pen.) · Amer 79e · Rashed 84e |       | Esquivel 67e | Spectateurs : 20 000 Arbitrage : Mamadouba Engage Camara | Spectateurs : 20 000 Arbitrage : Mamadouba Engage Camara |
| 16:00            | (Rapport)                                       |       |              | Spectateurs : 20 000 Arbitrage : Mamadouba Engage Camara | Spectateurs : 20 000 Arbitrage : Mamadouba Engage Camara |

2e journée
| 7 septembre 1997 | Ghana                                                   | 5 - 1 | Bahreïn  | Stade de Port-Saïd, Port-Saïd                 |                                               |
| 13:45            | Eku 5e · Ansah 8e · Afriyie 52e · Quaye 77e · Abbey 89e |       | Amer 71e | Spectateurs : 20 000 Arbitrage : Lubos Michel | Spectateurs : 20 000 Arbitrage : Lubos Michel |
| 13:45            | (Rapport)                                               |       |          | Spectateurs : 20 000 Arbitrage : Lubos Michel | Spectateurs : 20 000 Arbitrage : Lubos Michel |

| 7 septembre 1997 | Argentine    | 1 - 0 | Costa Rica | Stade de Port-Saïd, Port-Saïd                |                                              |
| 16:00            | Galletti 59e |       |            | Spectateurs : 10 000 Arbitrage : Terje Hauge | Spectateurs : 10 000 Arbitrage : Terje Hauge |
| 16:00            | (Rapport)    |       |            | Spectateurs : 10 000 Arbitrage : Terje Hauge | Spectateurs : 10 000 Arbitrage : Terje Hauge |

3e journée
| 10 septembre 1997 | Argentine                   | 2 - 0 | Bahreïn | Stade de Port-Saïd, Port-Saïd               |                                             |
| 13:45             | Marchant 42e · Marchano 72e |       |         | Spectateurs : 10 000 Arbitrage : Ian McLeod | Spectateurs : 10 000 Arbitrage : Ian McLeod |
| 13:45             | (Rapport)                   |       |         | Spectateurs : 10 000 Arbitrage : Ian McLeod | Spectateurs : 10 000 Arbitrage : Ian McLeod |

| 10 septembre 1997 | Ghana                  | 2 - 0 | Costa Rica | Stade d'Alexandrie, Alexandrie                       |                                                      |
| 13:45             | Quaye 18e · Coffie 61e |       |            | Spectateurs : 8 000 Arbitrage : Mario Sánchez Yantén | Spectateurs : 8 000 Arbitrage : Mario Sánchez Yantén |
| 13:45             | (Rapport)              |       |            | Spectateurs : 8 000 Arbitrage : Mario Sánchez Yantén | Spectateurs : 8 000 Arbitrage : Mario Sánchez Yantén |

### Tableau final
|  | Quarts de finale          | Quarts de finale          | Quarts de finale          | Quarts de finale          |         |         | Demi-finales            | Demi-finales            | Demi-finales                  | Demi-finales                  |                               |                               | Finale                  | Finale                  | Finale                  | Finale                  |
|  |                           |                           |                           |                           |         |         |                         |                         |                               |                               |                               |                               |                         |                         |                         |                         |
|  | 14 septembre - Alexandrie | 14 septembre - Alexandrie | 14 septembre - Alexandrie | 14 septembre - Alexandrie |         |         | 18 septembre - Ismailia | 18 septembre - Ismailia | 18 septembre - Ismailia       | 18 septembre - Ismailia       |                               |                               | 21 septembre - Le Caire | 21 septembre - Le Caire | 21 septembre - Le Caire | 21 septembre - Le Caire |
|  | 14 septembre - Alexandrie | 14 septembre - Alexandrie | 14 septembre - Alexandrie | 14 septembre - Alexandrie |         |         | 18 septembre - Ismailia | 18 septembre - Ismailia | 18 septembre - Ismailia       | 18 septembre - Ismailia       |                               |                               | 21 septembre - Le Caire | 21 septembre - Le Caire | 21 septembre - Le Caire | 21 septembre - Le Caire |
|  | Brésil                    | Brésil                    | 2                         | 2                         |         |         | 18 septembre - Ismailia | 18 septembre - Ismailia | 18 septembre - Ismailia       | 18 septembre - Ismailia       |                               |                               | 21 septembre - Le Caire | 21 septembre - Le Caire | 21 septembre - Le Caire | 21 septembre - Le Caire |
|  | Brésil                    | Brésil                    | 2                         | 2                         |         |         | 18 septembre - Ismailia | 18 septembre - Ismailia | 18 septembre - Ismailia       | 18 septembre - Ismailia       |                               |                               | 21 septembre - Le Caire | 21 septembre - Le Caire | 21 septembre - Le Caire | 21 septembre - Le Caire |
|  | Argentine                 | Argentine                 | 0                         | 0                         |         |         | 18 septembre - Ismailia | 18 septembre - Ismailia | 18 septembre - Ismailia       | 18 septembre - Ismailia       |                               |                               | 21 septembre - Le Caire | 21 septembre - Le Caire | 21 septembre - Le Caire | 21 septembre - Le Caire |
|  | Argentine                 | Argentine                 | 0                         | 0                         | Brésil  | Brésil  | 4                       | 4                       |                               |                               |                               |                               | 21 septembre - Le Caire | 21 septembre - Le Caire | 21 septembre - Le Caire | 21 septembre - Le Caire |
|  | 14 septembre - Le Caire   |                           |                           |                           | Brésil  | Brésil  | 4                       | 4                       |                               |                               |                               |                               | 21 septembre - Le Caire | 21 septembre - Le Caire | 21 septembre - Le Caire | 21 septembre - Le Caire |
|  |                           |                           | Allemagne                 | Allemagne                 | 0       | 0       |                         |                         |                               |                               |                               |                               | 21 septembre - Le Caire | 21 septembre - Le Caire | 21 septembre - Le Caire | 21 septembre - Le Caire |
|  | Allemagne                 | Allemagne                 | Allemagne                 | Allemagne                 | 0       | 0       | 0ap (4)                 | 0ap (4)                 |                               |                               |                               |                               | 21 septembre - Le Caire | 21 septembre - Le Caire | 21 septembre - Le Caire | 21 septembre - Le Caire |
|  | Allemagne                 | Allemagne                 | 18 septembre - Le Caire   |                           |         |         | 0ap (4)                 | 0ap (4)                 |                               |                               |                               |                               | 21 septembre - Le Caire | 21 septembre - Le Caire | 21 septembre - Le Caire | 21 septembre - Le Caire |
|  | Mali                      | Mali                      | 0 tab(3)                  | 0 tab(3)                  |         |         |                         |                         |                               |                               |                               |                               | 21 septembre - Le Caire | 21 septembre - Le Caire | 21 septembre - Le Caire | 21 septembre - Le Caire |
|  | Mali                      | Mali                      | 0 tab(3)                  | 0 tab(3)                  | Brésil  | Brésil  | 2                       | 2                       |                               |                               |                               |                               |                         |                         |                         |                         |
|  | 15 septembre - Port Said  |                           |                           |                           | Brésil  | Brésil  | 2                       | 2                       |                               |                               |                               |                               |                         |                         |                         |                         |
|  |                           |                           | Ghana                     | Ghana                     | 1       | 1       |                         |                         |                               |                               |                               |                               |                         |                         |                         |                         |
|  | Ghana                     | Ghana                     | Ghana                     | Ghana                     | 1       | 1       | 4                       | 4                       |                               |                               |                               |                               |                         |                         |                         |                         |
|  | Ghana                     | Ghana                     |                           |                           |         |         |                         |                         |                               |                               |                               |                               |                         |                         |                         |                         |
|  | Oman                      | Oman                      | 1                         | 1                         |         |         |                         |                         |                               |                               |                               |                               |                         |                         |                         |                         |
|  | Oman                      | Oman                      | 1                         | 1                         | Ghana   | Ghana   | 2                       | 2                       | Match pour la troisième place | Match pour la troisième place | Match pour la troisième place | Match pour la troisième place |                         |                         |                         |                         |
|  | 15 septembre - Ismailia   |                           |                           |                           | Ghana   | Ghana   | 2                       | 2                       | Match pour la troisième place | Match pour la troisième place | Match pour la troisième place | Match pour la troisième place |                         |                         |                         |                         |
|  |                           |                           | Espagne                   | Espagne                   | 1       | 1       |                         |                         | 21 septembre - Le Caire       | 21 septembre - Le Caire       | 21 septembre - Le Caire       | 21 septembre - Le Caire       |                         |                         |                         |                         |
|  | Espagne                   | Espagne                   | Espagne                   | Espagne                   | 1       | 1       | 2                       | 2                       | 21 septembre - Le Caire       | 21 septembre - Le Caire       | 21 septembre - Le Caire       | 21 septembre - Le Caire       |                         |                         |                         |                         |
|  | Espagne                   | Espagne                   |                           |                           |         |         |                         | 2                       |                               |                               | Allemagne                     | Allemagne                     | 1                       | 1                       |                         |                         |
|  | Égypte                    | Égypte                    | 1                         | 1                         |         |         |                         |                         |                               |                               | Allemagne                     | Allemagne                     | 1                       | 1                       |                         |                         |
|  | Égypte                    | Égypte                    | 1                         | 1                         | Espagne | Espagne | 2                       | 2                       |                               |                               |                               |                               |                         |                         |                         |                         |
|  |                           |                           |                           |                           |         |         |                         |                         |                               |                               |                               |                               |                         |                         |                         |                         |

#### Quarts de finale
| 14 septembre 1997 | Brésil               | 2 - 0 | Argentine | Stade d'Alexandrie, Alexandrie                |                                               |
| 16:00             | Fabio Pinto 44e, 83e |       |           | Spectateurs : 20 000 Arbitrage : Jacek Granat | Spectateurs : 20 000 Arbitrage : Jacek Granat |
| 16:00             | (Rapport)            |       |           | Spectateurs : 20 000 Arbitrage : Jacek Granat | Spectateurs : 20 000 Arbitrage : Jacek Granat |

| 14 septembre 1997 | Allemagne       | 0 - 0 a. p. | Mali | Stade international du Caire, Le Caire |                                        |
| 16:00             |                 |             |      | Spectateurs : 7 000 Arbitrage : Jun Lu | Spectateurs : 7 000 Arbitrage : Jun Lu |
| 16:00             | (Rapport)       |             |      | Spectateurs : 7 000 Arbitrage : Jun Lu | Spectateurs : 7 000 Arbitrage : Jun Lu |
| 16:00             | Tirs au but 4-3 |             |      | Spectateurs : 7 000 Arbitrage : Jun Lu | Spectateurs : 7 000 Arbitrage : Jun Lu |

| 15 septembre 1997 | Ghana                                                        | 4 - 1 | Oman        | Stade de Port-Saïd, Port-Saïd                 |                                               |
| 16:00             | Al-Mukhaini 25e (csc) · Coffie 42e · Afriyie 79e · Quaye 88e |       | Al-Amri 57e | Spectateurs : 15 000 Arbitrage : René Temmink | Spectateurs : 15 000 Arbitrage : René Temmink |
| 16:00             | (Rapport)                                                    |       |             | Spectateurs : 15 000 Arbitrage : René Temmink | Spectateurs : 15 000 Arbitrage : René Temmink |

| 15 septembre 1997 | Espagne                  | 2 - 1 | Égypte    | Stade d'Ismaïlia, Ismailia                           |                                                      |
| 20:30             | Sergio 28e · Camacho 66e |       | Belal 13e | Spectateurs : 13 500 Arbitrage : Victorino Rodriguez | Spectateurs : 13 500 Arbitrage : Victorino Rodriguez |
| 20:30             | (Rapport)                |       |           | Spectateurs : 13 500 Arbitrage : Victorino Rodriguez | Spectateurs : 13 500 Arbitrage : Victorino Rodriguez |

#### Demi-finales
| 18 septembre 1997 | Brésil                                                        | 4 - 0 | Allemagne | Stade d'Ismaïlia, Ismailia                 |                                            |
| 16:00             | Adiel 4e · Geovani 85e · Ferrugem 86e · Ronaldinho 88e (pen.) |       |           | Spectateurs : 8 500 Arbitrage : Ian McLeod | Spectateurs : 8 500 Arbitrage : Ian McLeod |
| 16:00             | (Rapport)                                                     |       |           | Spectateurs : 8 500 Arbitrage : Ian McLeod | Spectateurs : 8 500 Arbitrage : Ian McLeod |

| 18 septembre 1997 | Ghana                    | 2 - 1 | Espagne   | Stade international du Caire, Le Caire               |                                                      |
| 20:30             | Attram 47e · Afriyie 79e |       | Sousa 35e | Spectateurs : 4 000 Arbitrage : Mario Sánchez Yantén | Spectateurs : 4 000 Arbitrage : Mario Sánchez Yantén |
| 20:30             | (Rapport)                |       |           | Spectateurs : 4 000 Arbitrage : Mario Sánchez Yantén | Spectateurs : 4 000 Arbitrage : Mario Sánchez Yantén |

#### Match pour la3eplace
| 21 septembre 1997 | Allemagne        | 1 - 2 | Espagne                      | Stade international du Caire, Le Caire              |                                                     |
| 15:30             | Adzic 59e (pen.) |       | Ander 30e · Sousa 85e (pen.) | Spectateurs : 8 000 Arbitrage : Victorino Rodriguez | Spectateurs : 8 000 Arbitrage : Victorino Rodriguez |
| 15:30             | (Rapport)        |       |                              | Spectateurs : 8 000 Arbitrage : Victorino Rodriguez | Spectateurs : 8 000 Arbitrage : Victorino Rodriguez |

#### Finale
| 21 septembre 1997 | Brésil                     | 2 - 1 | Ghana       | Stade international du Caire, Le Caire       |                                              |
| 18:15             | Matuzalem 63e · Andrey 87e |       | Afriyie 39e | Spectateurs : 35 000 Arbitrage : Terje Hauge | Spectateurs : 35 000 Arbitrage : Terje Hauge |
| 18:15             | (Rapport)                  |       |             | Spectateurs : 35 000 Arbitrage : Terje Hauge | Spectateurs : 35 000 Arbitrage : Terje Hauge |

## Récompenses

### Meilleurs buteurs
| Place | Nom                    | Équipe  | Buts |
| 1     | David Rodriguez-Fraile | Espagne | 7    |
| 2     | Hashim Saleh           | Oman    | 5    |
| 3     | Seydou Keita           | Mali    | 4    |
| 4     | Owusu Afriyie          | Ghana   | 4    |
| 5     | Fabio Pinto            | Brésil  | 4    |

### Meilleur joueur
À la fin de la compétition, la FIFA remet un Ballon d'Or au meilleur joueur du tournoi. Pour cette édition, c'est l'attaquant espagnol Sergio Santamaría, troisième avec son équipe, qui reçoit le trophée.

### Prix du fair-play FIFA
C'est la sélection d'Argentine qui reçoit le prix du fair-play de la part d'un jury. Ce prix récompense l'état d'esprit et le jeu "propre" de l'équipe.